# 1148
| [ Edytuj tabelę ]          |                                                                              |
| Książę Małopolski          | - 1146 Bolesław IV Kędzierzawy 1173                                          |
| Książę Wielkopolski        | - 1138 Mieszko III Stary 1177                                                |
| Król Angkoru               | - 1113 Surjawarman II 1150                                                   |
| Król Anglii                | - 1135 Stefan z Blois 1154                                                   |
| Król Aragonii              | - 1137 Petronela Aragońska 1164                                              |
| Hrabia Barcelony           | - 1131 Rajmund Berengar IV Święty 1162                                       |
| Książę Bawarii             | - 1141 Henryk XI Jasomirgott 1156                                            |
| Margrabia Brandenburgii    | - 1144 Albrecht Niedźwiedź 1170                                              |
| Książę Burgundii           | - 1143 Eudes II 1162                                                         |
| Cesarz Bizancjum           | - 1143 Manuel I Komnen 1180                                                  |
| Cesarz Chin                | - 1127 Song Gaozong 1162                                                     |
| Książę Czech               | - 1140 Władysław II 1172                                                     |
| Król Danii                 | - 1146 Kanut V 1157 - 1146 Swen III Grade 1157                               |
| Władca Egiptu              | - 1130 Al-Hafiz 1149                                                         |
| Król Francji               | - 1137 Ludwik VII Młody 1180                                                 |
| Król Gruzji                | - 1125 Dymitr I 1156                                                         |
| Hrabia Holandii            | - 1121 Dirk VI 1157                                                          |
| Cesarz Japonii             | - 1141 Konoe 1155                                                            |
| Kalif                      | - 1136 Al-Muqtafi 1160                                                       |
| Król Kastylii              | - 1126 Alfons VII 1157                                                       |
| Wielki książę Kijowa       | - 1146 Izjasław II Pantelejmon 1154                                          |
| Patriarcha Konstantynopola | - 1147 Mikołaj IV Muzalon 1151                                               |
| Władca Korei               | - 1146 Ŭijong 1170                                                           |
| Kalif Maroka               | - 1147 Abd al-Mumin 1163                                                     |
| Król Nawarry               | - 1134 Garcia IV 1150                                                        |
| Król Norwegii              | - 1136 Inge I Garbaty 1161 - 1136 Sigurd II Gęba 1155 - 1142 Eystein II 1157 |
| Książę Obodrzyców          | - 1131 Niklot 1160                                                           |
| Hrabia Palatynatu          | - 1142 Herman III von Stahleck 1155                                          |
| Papież                     | - 1145 Eugeniusz III 1153                                                    |
| Król Portugalii            | - 1139 Alfons I 1185                                                         |
| Sułtan Rumu                | - 1116 Masud I 1156                                                          |
| Książę Rusi halickiej      | - 1141 Władymirko 1153                                                       |
| Książę Saksonii            | - 1142 Henryk Lew 1180                                                       |
| Sułtan Wielkich Seldżuków  | - 1118 Ahmad Sandżar 1157                                                    |
| Król Szkocji               | - 1124 Dawid I Szkocki 1153                                                  |
| Król Szwecji               | - 1130 Swerker I Starszy 1156                                                |
| Doża Wenecji               | - 1130 Pietro Polani 1148 - 1148 Domenico Morosini 1156                      |
| Król Węgier                | - 1141 Gejza II 1161                                                         |

Rok 1148 / MCXLVIII
stulecia: XI wiek ~
XII wiek ~
XIII wiek

lata: 1138 «
1143 «
1144 «
1145 «
1146 «
1147 «
1148
» 1149
» 1150
» 1151
» 1152
» 1153
» 1158

## Wydarzenia w Polsce
- 5 kwietnia – biskupstwo włocławskie otrzymało bullę protekcyjną potwierdzającą stan jego posiadania.

- Do Polski przybył legat papieski Gwido, próbując zmusić książąt do ponownego uznania władzy wygnanego Władysława. Ponieważ napotkał opór, rzucił na kraj klątwę kościelną. Potwierdził ją w osobnej bulli papież Eugeniusz III, zakazując odprawiania obrzędów religijnych w całej Polsce. Episkopat polski twardo i solidarnie stanął po stronie młodszych książąt przeciw Władysławowi.

## Wydarzenia na świecie
- 24 lipca – II wyprawa krzyżowa: krzyżowcy rozpoczęli nieudane oblężenie Damaszku.
- 28 lipca – II wyprawa krzyżowa: na wieść o nadciągających wojskach Nur ad-Dina krzyżowcy przerwali oblężenie Damaszku i wycofali się do Palestyny.

## Urodzili się
- Honoriusz III, papież (zm. 1227).
- Jan z Brienne, król Jerozolimy (zm. 1237).
- Qiu Chuji, chiński taoista.

## Zmarli
- 2 listopada – św. Malachiasz – irlandzki mistyk, wizjoner i święty katolicki (ur. 1094).
- Alfons-Jordan, hrabia Tuluzy i Trypolisu (ur. 1103).